# John Devereux
John Anthony Devereux (Bridgend, 30 de marzo de 1966) es un exjugador británico de rugby y rugby League que se desempeñaba como centro o wing.

## Rugby Union
Debutó en Bridgend Ravens con 19 años en 1985 y jugó con ellos hasta 1989 cuando se dedicó a jugar al rugby a 13. En 1997 lo contrató Sale Sharks de la Premiership Rugby por dos temporadas. Regresó a su equipo de origen donde se retiró en 2002.
Su corta carrera profesional se debe a que jugó al rugby league que por entonces era profesional mientras que el rugby de 15 no.

## Lions
Fue convocado a los British and Irish Lions para la gira a Australia en 1989. Los Lions ganaron la serie ante los Wallabies 1-2.

## Selección nacional
Debutó en los Dragones rojos en 1986 y jugó con ellos hasta 1989. Ganó con ellos el Torneo de las Cinco Naciones de 1988 compartido con Les Bleus.

### Participaciones en Copas del Mundo
Solo disputó una Copa del Mundo, la de Nueva Zelanda 1987 donde los dragones rojos ganaron su grupo con victorias ante Irlanda, Tonga y Canadá. En cuartos de final vencieron al XV de la Rosa 16-3, fueron derrotados por los All Blacks 49-6 y finalmente obtuvieron la medalla de bronce luego de triunfar ante Wallabies 21-22. Este es el mejor resultado obtenido por Gales en la Copa Mundial.
| Mundial                       | Sede          | Resultado     | PJ | Tries |
| ----------------------------- | ------------- | ------------- | -- | ----- |
| Copa Mundial de Rugby de 1987 | Nueva Zelanda | Tercer puesto | 5  | 3     |

## Rugby League

### Clubes
| Club                       | País       | Año       |
| -------------------------- | ---------- | --------- |
| Widnes Vikings             | Inglaterra | 1989-1992 |
| Manly Warringah Sea Eagles | Australia  | 1992-1993 |
| Widnes Vikings             | Inglaterra | 1993-1997 |